# Birdo

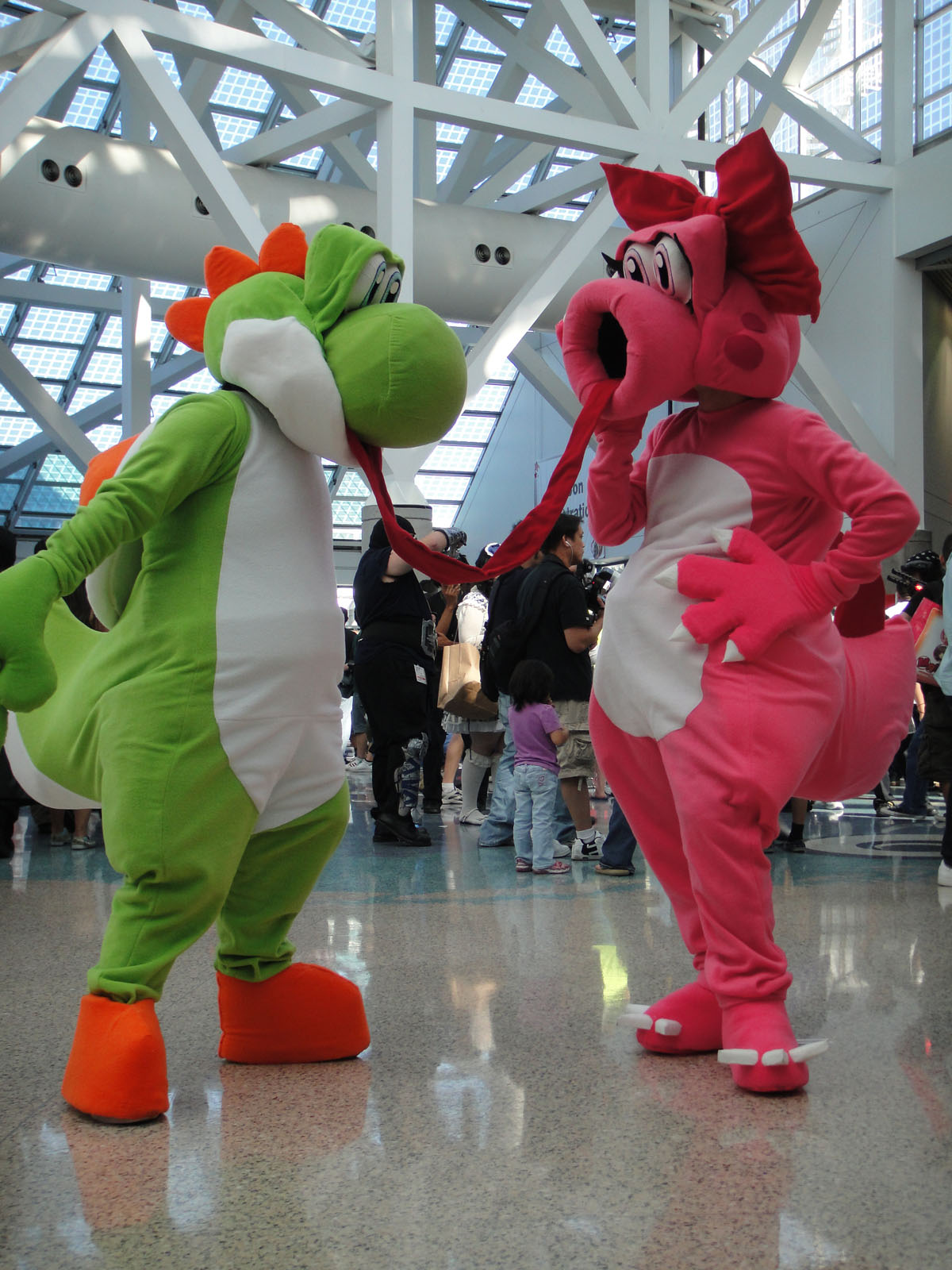
Zwei Cosplayer als Yoshi (links) und Birdo (rechts)

Birdo ist eine fiktive Videospielfigur des Mario-Franchises. Ihr erster Auftritt war in dem nur in Japan erschienenen Jump ’n’ Run Yume Kōjō: Doki Doki Panic (1987) bzw. in Super Mario Bros. 2 (1988), der überarbeiteten Version dieses Spiels für den Markt außerhalb Japans. In diesen Spielen tritt sie als Zwischengegner auf. Seit diesen Spielen tritt Birdo regelmäßig in Ablegern der Super-Mario-Reihe auch als spielbare Figur auf, wie in Spielen der Mario-Kart- oder der Mario-Party-Reihe.
Aufgrund ihrer Beschreibung in den Spielanleitungen von Doki Doki Panic und Super Mario Bros. 2 wird Birdo als Trans-Frau aufgefasst, was sie zur ersten oder zumindest ersten bedeutenden Transgender-Figur in einem Videospiel macht. Während in Japan auch in späteren Auftritten ihre Geschlechtsidentität gelegentlich angedeutet oder behandelt wird, ist dies in den Versionen außerhalb Japans nicht der Fall.

## Fiktionaler Hintergrund

### Aussehen
Birdo ist ein pinkes, anthropomorphes und dinosaurierartiges Wesen. Sie trägt eine große, rote Schleife auf ihrem Kopf und einen Diamantring auf ihrer linken Hand. Sie hat einen runden Mund, aus dem sie Eier spucken kann.

### Geschichte
Ihr erster Auftritt war im Jump ’n’ Run Doki Doki Panic (1987) sowie in dessen überarbeiteten Version Super Mario Bros. 2 (1988) für den Markt außerhalb Japans. In diesen Spielen taucht sie als Zwischengegner auf und wirft Eier auf die Spielfigur, die der Spieler fangen und zurückwerfen muss. In der englischsprachigen Spielanleitung wurden aufgrund eines Übersetzungsfehlers die Namen zweier Gegner vertauscht und Birdo als „Ostro“ bezeichnet. Sie wird folgendermaßen beschrieben: „Er denkt, er sei ein Mädchen, und er spuckt Eier aus seinem Mund. Er würde lieber ‚Birdetta‘ heißen.“ (“He thinks he is a girl and he spits eggs from his mouth. He’d rather be called ‘Birdetta’.”)
In dem nur in Japan erschienenen Action-Adventure Captain Rainbow (2008) sind Birdo und ihre Geschlechtsidentität ein Bestandteil der Handlung. Nachdem Birdo eine Damen-Toilette betritt, wird sie festgenommen. Nick, der Protagonist von Captain Rainbow, beweist im Laufe des Spiels, dass sie eine Frau ist, und befreit Birdo.
Seit ihrem ersten Auftritt taucht Birdo regelmäßig in Ablegern der Super-Mario-Reihe sowie manchmal in weiteren Spielen als spielbare oder unterstützende Figur oder als Zwischengegner auf. In mehreren Spielen, etwa in Mario Tennis (2000) oder Mario Kart: Double Dash!! (2003), tauchen Birdo und Yoshi als Partner oder Team auf. Seitdem wird gelegentlich eine romantische Beziehung zwischen Birdo und Yoshi angedeutet, auf der offiziellen japanischsprachigen Webseite zu Mario Kart: Double Dash!! wird dies sogar explizit beschrieben.

### Auftritte (Auswahl)

#### Innerhalb desMario-Franchises
- Super-Mario-Reihe seit Yume Kōjō: Doki Doki Panic (1987) / Super Mario Bros. 2 (1988)
- Wario’s Woods (1994)
- Super Mario RPG: Legend of the Seven Stars (1996)
- Mario-Tennis-Reihe, seit Mario Tennis (2000)
- Mario-Golf-Reihe, seit Mario Golf: Toadstool Tour (2003)
- Mario-Kart-Reihe, seit Mario Kart: Double Dash!! (2003)
- Mario-&-Luigi-Reihe, seit Mario & Luigi: Superstar Saga (2003)
- Mario-Baseball-Reihe, seit Mario Superstar Baseball (2005)
- Mario-Party-Reihe, seit Mario Party 7 (2005)
- Mario-Strikers-Reihe, seit Mario Smash Football (2005)
- Mario Slam Basketball (2006)
- Mario-&-Sonic-bei-den-Olympischen-Spielen-Reihe, seit Mario & Sonic bei den Olympischen Winterspielen (2009)
- Paper-Mario-Reihe, seit Paper Mario: Sticker Star (2012)

#### In weiteren Spielen
- Super-Smash-Bros.-Reihe, seit Super Smash Bros. Melee (2001)
- Straßen-des-Glücks-Reihe, seit Itadaki Street DS (2007)
- Captain Rainbow (2008)
- Minecraft: Super Mario Mash Up (2016)

## Geschlechtsidentität
Bereits in ihrem ersten Auftritt in Doki Doki Panic (1987) bzw. Super Mario Bros. 2 (1988) wird Birdo als Trans-Frau beschrieben. Daher wird Birdo heute als erste oder zumindest erste bedeutende Transgender-Figur in einem Videospiel aufgefasst.
In Japan wird sie in ihren späteren Auftritten hauptsächlich mit geschlechtsneutralen Pronomen beschrieben. Auch weiterhin wird in einigen Spielen auf ihre Identität als Trans-Frau Bezug genommen, wie etwa in Captain Rainbow (2008). Während sie auch in Spielanleitungen oder offiziellen Webseiten meist mit geschlechtsneutralen Pronomen beschrieben wird, wird Birdo auf der offiziellen Webseite zu Mario Kart: Double Dash!! misgendert. Dort wird explizit darauf hingewiesen, dass sie nicht Yoshis Freundin, sondern sein Freund sei.
Außerhalb Japans wurde Birdo seit ihrem ersten Auftritt meistens mit weiblichen Pronomen angesprochen. In Spielen wie Mario Super Sluggers (2008), in denen es geschlechtsspezifische Effekte gibt, ist Birdo (auch in Japan) weiblich. Da nicht mehr auf ihre Identität als Trans-Frau Bezug genommen wird, nehmen mehrere Fans und auch Spielwissenschaftler an, dass Nintendo außerhalb Japans Birdo rückwirkend als Cis-Frau darstellen will. In der in Europa herausgegebenen Version von Super Mario Party (2018) wird sie jedoch in mehreren Sprachen mit männlichen Pronomen bezeichnet. In der nordamerikanischen Version des Spiels ist dies nicht der Fall.

## Rezeption

### Birdos Geschlechtsidentität und Nintendos Umgang mit dieser
Während Birdos Geschlechtsidentität als Trans-Frau hauptsächlich positiv aufgenommen wird, wird der Umgang Nintendos mit dieser kritisiert. Laut Game Developer erfreut sich Birdo in der LGBTQ- und insbesondere der Trans-Community großer Beliebtheit. Birdo wird auch als Trans-Ikone bezeichnet.
Paste bemängelt den allgemein schlechten Umgang Nintendos mit ihren queeren Charakteren und bezeichnet Birdo als Karikatur einer Trans-Person. Vice vermutet, dass Nintendo aufgrund der kulturellen Unterschiede zwischen Japan, Europa und Nordamerika nicht wisse, wie sie mit Birdo umgehen sollen. PC Games meint, dass Nintendo Birdos Trans-Identität untergrabe, nachdem sie „mittlerweile (...) zur ‚biologischen‘ Frau erklärt“ worden sei. Game Rant würdigt auf der einen Seite, dass Nintendo Birdo als Frau bezeichne, und sieht das Misgendering in Super Mario Party als Lokalisierungsfehler an. Auf der anderen Seite wünschen sie sich mehr Sorgfalt in der Lokalisierung bezüglich Birdos Geschlechtsidentität und, dass Nintendo endlich ihren bevorzugten Namen Birdetta benutze.

### In weiteren Medien
Die US-amerikanische Metalcore-Band Horse the Band veröffentlichte 2005 ihr Album The Mechanical Hand, dessen Songs über verschiedene Videospiel-Figuren handeln. Der Song Birdo behandelt die gleichnamige Videospiel-Figur.